# Jean VIII van Harcourt
Jean VIII van Harcourt (overleden in 1473) was van 1458 tot aan zijn dood graaf van Aumale en baron van Elbeuf. Hij behoorde tot het huis Lotharingen.

## Levensloop
Jean VIII was een jongere zoon van graaf Anton van Vaudémont en Maria van Harcourt, dochter en erfgename van graaf Jan VII van Harcourt.
In 1448 kreeg hij het beheer van het graafschap Harcourt toegewezen. Toen in 1449 de wapenstilstand tussen Frankrijk en Engeland verbroken werd, werd Jan door koning Karel VII van Frankrijk als ambassadeur naar hertog Filips de Goede van Bourgondië gestuurd.
Na de dood van zijn grootvader in 1452 probeerden Jean en zijn moeder Maria diens hele erfenis in te nemen. Ze konden enkel het graafschap Aumale en de baronie Elbeuf bemachtigen en moesten aanvaarden dat Harcourt naar Maria's jongere zus Johanna ging. Zijn ouders Maria en Anton regeerden samen over beide gebieden tot aan de dood van zijn vader in 1458. Vervolgens nam Jan VIII het beheer van Aumale en Elbeuf over.
In 1469 werd hij benoemd tot kapitein van Angers en later werd hij ook seneschalk en gouverneur van Anjou. Jan VIII overleed in 1473, ongehuwd en kinderloos. Zijn gebieden werden geërfd door zijn neef, hertog René II van Lotharingen.